# Контактно-подвійна мала планета

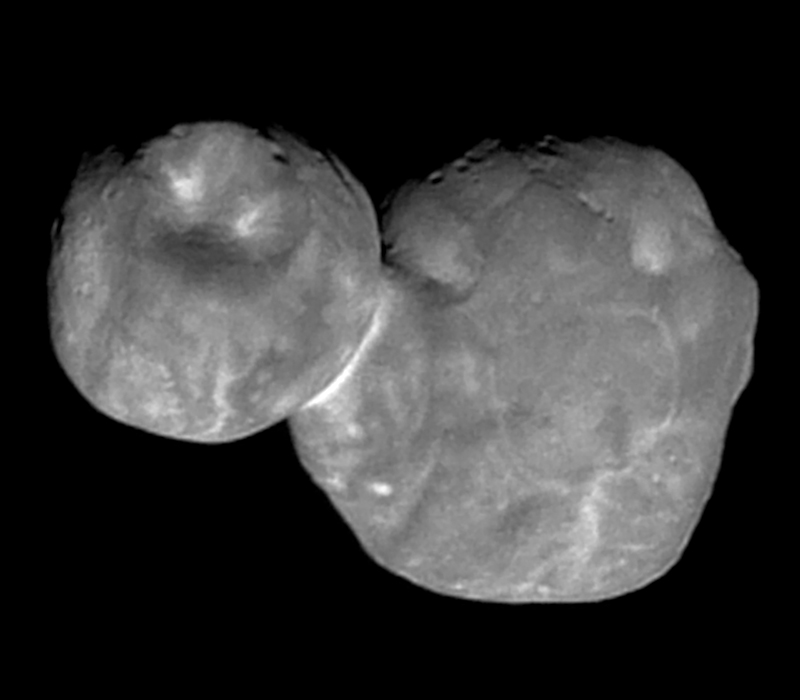
Контактний подвійний кьюбівано Аррокот, фотографія АМС New Horizons, 2019 р.

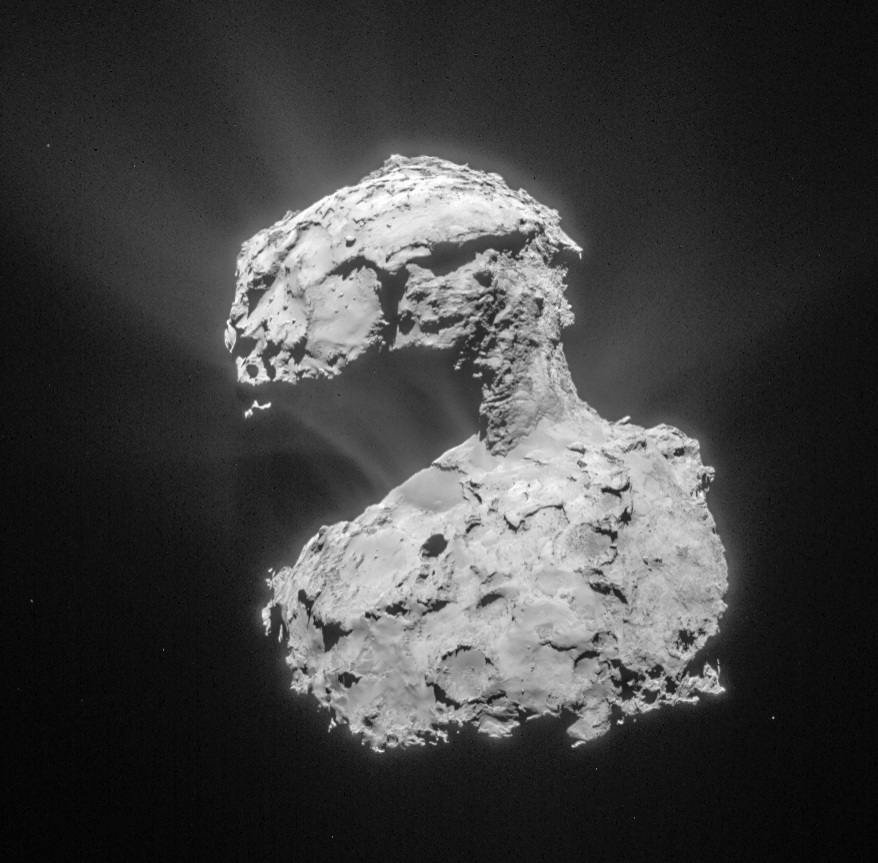
Ядро комети 67P/Чурюмова — Герасименко, фотографія космічного апарата «Розетта», 2015 р.

Контактно-подвійна мала планета — мале небесне тіло, що складається з двох частин, кожна з яких у минулому була самостійним небесним тілом, але які в процесі руху наблизилися одне до одного й злилися в один об'єкт.

## Основні відомості
Контактною подвійною малою планетою називають об'єкти, складові компоненти яких мають приблизно однакові розміри, середній діаметр однієї компоненти не може перевищувати діаметр іншої більш ніж у 2—2,5 раза. Через це всі контактно-подвійні малі планети мають видовжену форму, а в центрі є звуження, яке відповідає точці з'єднання двох небесних тіл.
Оскільки під час утворення єдиного тіла з двома складовими компонентами зберігаються ті чи інші колишні характеристики обох об'єктів, то сам процес зіткнення, за якого утворюється подвійний об'єкт, повинен відбуватися на невеликих відносних швидкостях. Таким чином, формування контактно-подвійних малих планет є результатом еволюції систем подвійних планетоїдів, у яких при обертанні компонентів навколо загального барицентру відбувається поступальна дисипація енергії рухомих тел. Цей процес призводить до їх повільного зближення і, урешті-решт, до з'єднання частин системи в єдине небесне тіло.

### Слабозв'язані контактні пари

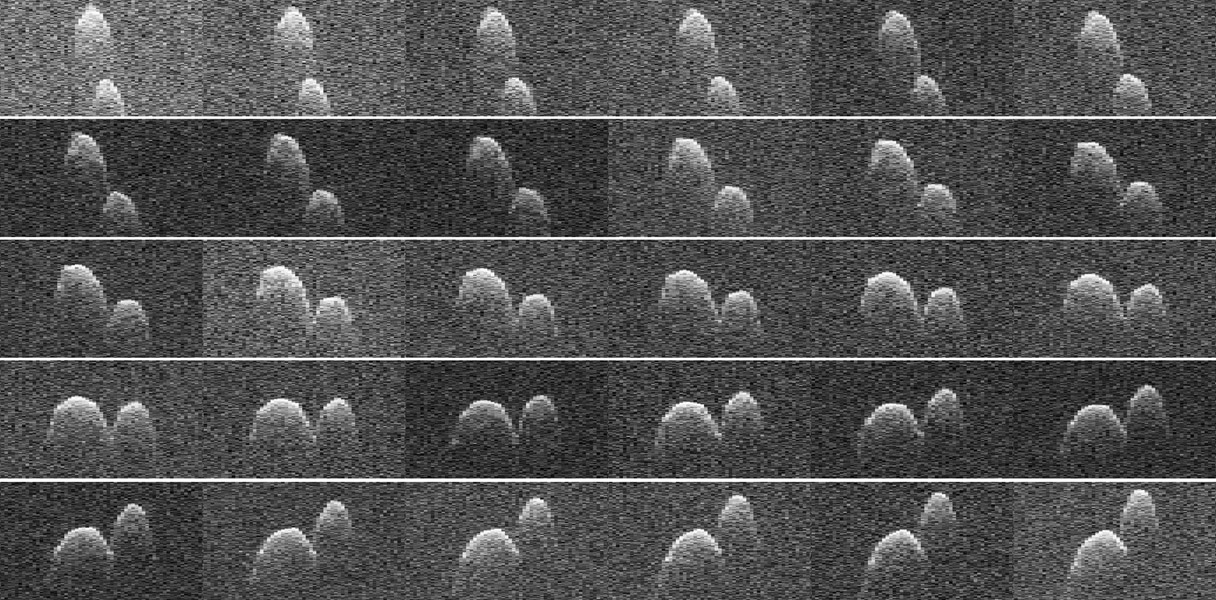
Радарні знімки (85989) 1999 JD6, період обертання навколо барицентру 7,6 год.

Контактно-подвійні малі планети, які швидко обертаються, є слабозв'язаними небесними тілами, бо швидкість їх обертання навколо центру мас приблизно відповідає першій космічній швидкості. Відмітною особливістю цього підтипу є відсутність уламкового матеріалу в місці з'єднання двох тіл: унаслідок комбінації відцентрового прискорення й розподілу мас у подвійній системі реголіт осідає на внутрішніх частинах обох тіл, а не між ними.
З точки зору процесу перетворення подвійної малої планети на контактно-подвійну цей слабозв'язаний стан можна вважати перехідним, але залежно від зовнішніх факторів він може зберігатися впродовж тривалого часу. Зокрема, зовнішні впливи можуть призводити до прискорення обертання і до роз'єднання двох частин на самостійні небесні тіла.

## Дводольні малі планети

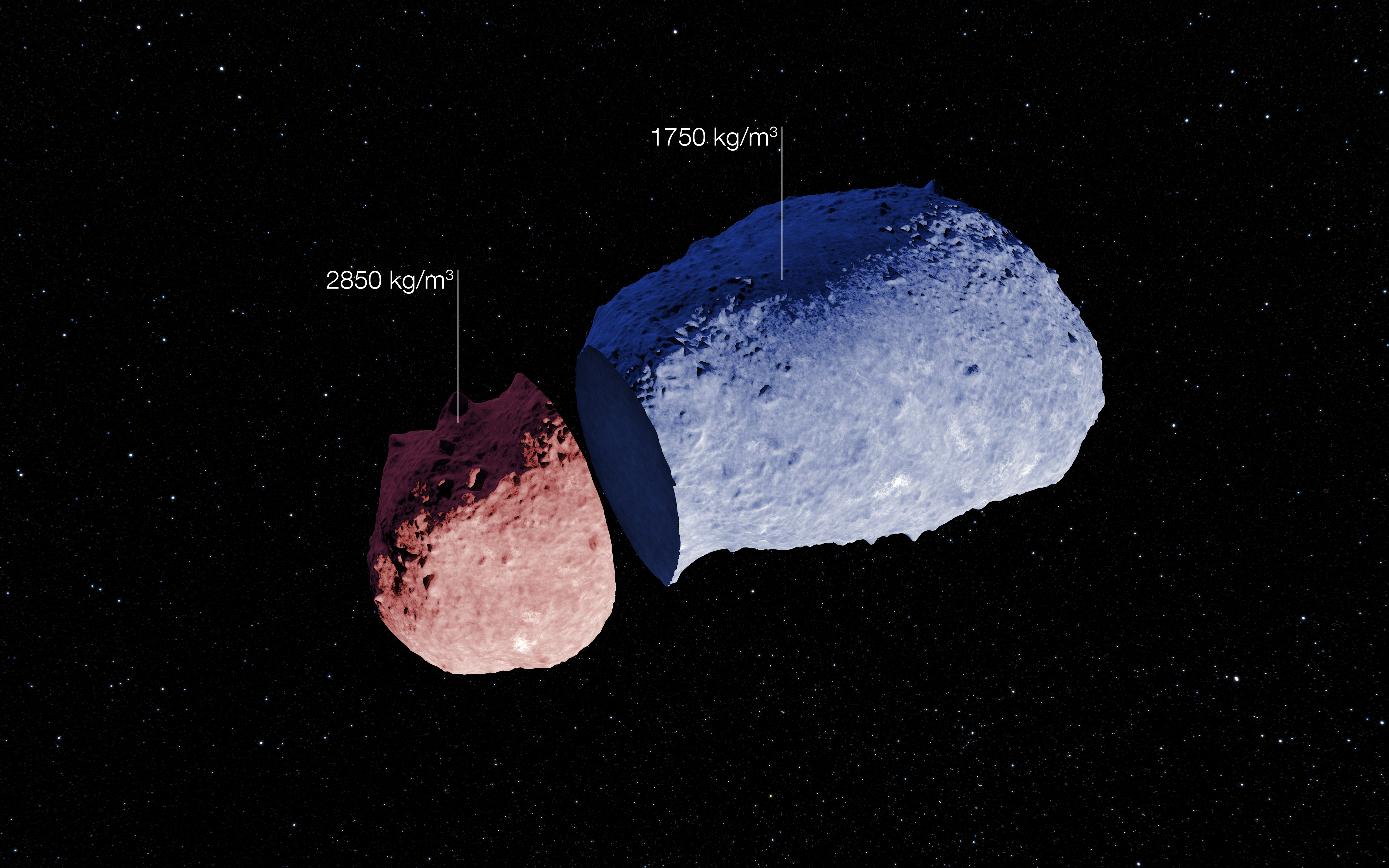
Схематичне зображення частин астероїда (25143) Ітокава із зазначенням їхньої середньої щільності.

До контактних подвійних малих планет також можуть відносити небесні тіла видовженої форми, які не мають зовнішніх ознак подвійних об'єктів, але складові частини яких мають відмінності в середній щільності або хімічному складі. Для позначення цього типу зазвичай використовують терміни роздвоєна чи дводольна (англ. bilobed) мала планета.
Утворення таких небесних тіл або сталося у віддалений момент часу в минулому, або злиття складових частин відбулося на великих швидкостях. У першому випадку складені об'єкти сучасного небесного тіла приховані подальшою метеоритною та іншою ерозією. У другому випадку значна швидкість зіткнення складових частин призводить до їх руйнації.
З точки зору гравіметрії, найкраще наближення для гравітаційного поля дводольних малих планет дає модель, яка складається з двох сфер, але, на відміну від контактно-подвійних малих планет, відстань між центрами цих сфер значно менше їх радіуса.

## Поширеність серед астероїдів і кометних ядер
За сучасними оцінками, близько 10—15 % навколоземних астероїдів розміром понад 200 метрів є контактними подвійними. Станом на 2019 рік вважається, що у внутрішній частині Сонячної системи найбільшим об'єктом цього типу є троянський астероїд (624) Гектор, розміри компонентів якого складають 220 і 183 км.

## Кандидати
Наведена нижче таблиця містить інформацію щодо навколоземних об'єктів, які спостерігалися за допомогою радара і вважаються контактно-подвійними малими планетами.
| Об'єкт             | Середній діаметр або розмір (км) | Період обертання(год) | LCDB                                              | Посилання |
| ------------------ | -------------------------------- | --------------------- | ------------------------------------------------- | --- |
| 2063 Бахус         | 2,6 × 1,1 × 1,1                  | 14,9                  | LCDB [Архівовано 6 липня 2020 у Wayback Machine.] | Каталог MPC [Архівовано 13 березня 2017 у Wayback Machine.] JPL [Архівовано 5 липня 2020 у Wayback Machine.] |
| 4450 Пан           | 1,0                              | 60                    | LCDB [Архівовано 5 липня 2020 у Wayback Machine.] | Каталог MPC [Архівовано 4 березня 2016 у Wayback Machine.] JPL [Архівовано 5 липня 2020 у Wayback Machine.]  |
| 4486 Мітра         | 1,6                              | 67,5                  | LCDB [Архівовано 6 липня 2020 у Wayback Machine.] | Каталог MPC [Архівовано 4 березня 2016 у Wayback Machine.] JPL [Архівовано 6 липня 2020 у Wayback Machine.]  |
| 4769 Касталія      | 0,6                              | 4                     | LCDB [Архівовано 5 липня 2020 у Wayback Machine.] | Каталог MPC [Архівовано 4 березня 2016 у Wayback Machine.] JPL [Архівовано 5 липня 2020 у Wayback Machine.]  |
| 11066 Сігурд       | 3,0                              | 8,5                   | LCDB [Архівовано 5 липня 2020 у Wayback Machine.] | Каталог MPC [Архівовано 4 березня 2016 у Wayback Machine.] JPL [Архівовано 5 липня 2020 у Wayback Machine.]  |
| (179806) 2002 TD66 | 0,3                              | 9,5                   | LCDB [Архівовано 5 липня 2020 у Wayback Machine.] | Каталог MPC [Архівовано 2 жовтня 2016 у Wayback Machine.] JPL [Архівовано 5 липня 2020 у Wayback Machine.]   |
| 2005 TF49          | —                                | —                     | LCDB                                              | (Кандидат) MPC JPL [Архівовано 6 липня 2020 у Wayback Machine.]                                              |
| 2007 TU24          | 0,3                              | 36                    | LCDB [Архівовано 5 липня 2020 у Wayback Machine.] | MPCJPL [Архівовано 6 липня 2020 у Wayback Machine.]                                                          |
| 8P/Туттля          | 4,5                              | —                     | LCDB                                              | MPCJPL [Архівовано 6 липня 2020 у Wayback Machine.]                                                          |
| 2013 US3           | 0,163                            | 450                   | LCDB [Архівовано 5 липня 2020 у Wayback Machine.] | (Кандидат) MPC [Архівовано 6 липня 2020 у Wayback Machine.] JPL [Архівовано 5 липня 2020 у Wayback Machine.] |
| 3752 Камілло       | 2,33                             | 37,846                | LCDB [Архівовано 6 липня 2020 у Wayback Machine.] | Каталог MPC [Архівовано 4 березня 2016 у Wayback Machine.] JPL [Архівовано 6 липня 2020 у Wayback Machine.]  |
| 1981 Мідас         | 1,95                             | 5,220                 | LCDB [Архівовано 5 липня 2020 у Wayback Machine.] | Каталог MPC [Архівовано 4 березня 2016 у Wayback Machine.] JPL [Архівовано 5 липня 2020 у Wayback Machine.]  |
| (496817) 1989 VB   | 0,310                            | 16                    | LCDB [Архівовано 5 липня 2020 у Wayback Machine.] | Каталог MPC JPL [Архівовано 6 липня 2020 у Wayback Machine.]                                                 |
| 2014 JO25          | 0,818                            | 4,531                 | LCDB [Архівовано 5 липня 2020 у Wayback Machine.] | MPCJPL [Архівовано 5 липня 2020 у Wayback Machine.]                                                          |
| 2014 HQ124         | 0,4                              | 16+                   | LCDB [Архівовано 5 липня 2020 у Wayback Machine.] | MPCJPL [Архівовано 5 липня 2020 у Wayback Machine.]                                                          |
| 2015 JD1           | —                                | —                     | LCDB [Архівовано 5 липня 2020 у Wayback Machine.] | MPCJPL [Архівовано 5 липня 2020 у Wayback Machine.]                                                          |
| (413260) 2003 TL4  | 0,392                            | 27,2                  | LCDB [Архівовано 8 липня 2020 у Wayback Machine.] | (Кандидат) Каталог MPC JPL [Архівовано 6 липня 2020 у Wayback Machine.]                                      |
| (462959) 2011 DU   | 0,188                            | 10,290                | LCDB [Архівовано 5 липня 2020 у Wayback Machine.] | (Кандидат) Каталог MPC JPL [Архівовано 5 липня 2020 у Wayback Machine.]                                      |